# Rizokarpaso
Rizokarpaso (grekiska: Ριζοκάρπασο; turkiska: Dipkarpaz) är en stad på Karpasshalvön i Famagustadistriktet, nordöstra Cypern. I dag ligger Rizokarpaso i  Turkiska Republiken  Nordcypern.
Rizokarpaso är den största staden på Karpasshalvön. Marken nära staden består av terrafuscaen som är mycket bördig. Lokala grödor inkluderar: johannesbröd, bomull, tobak och korn. En tobaksfabrik verkar i staden.
Innan 1974 var majoriteten av befolkningen grekcyprioter. Idag är  Rizokarpaso hemmet för den största grekisktalande befolkningen i Nordcypern. 
I Rizokarpaso finns det två kyrkor: St. Synesios och Heliga treenighetens kyrka. När öns ortodoxa biskopar blev bannlysta av Lusignianerna år 1222 sändes biskopen av Famagusta till Rizokarpaso och fortsatte sitt arbete i St. Synenosis, den viktigaste ortodoxa kyrkan i regionen. Både St. Synesios och Heliga treenighetens kyrka visar arkitektoniskt drag av både gotisk och bysantinsk stil; huset Lusignan införde den förra stilen och den senare representerar kyrkornas östortodoxa rötter.
Rizokarpaso är delvis beläget i den forntida staden Karpasia på västkusten, enligt legenden grundades staden av kung Pygmalion.